# Литовский национальный театр драмы

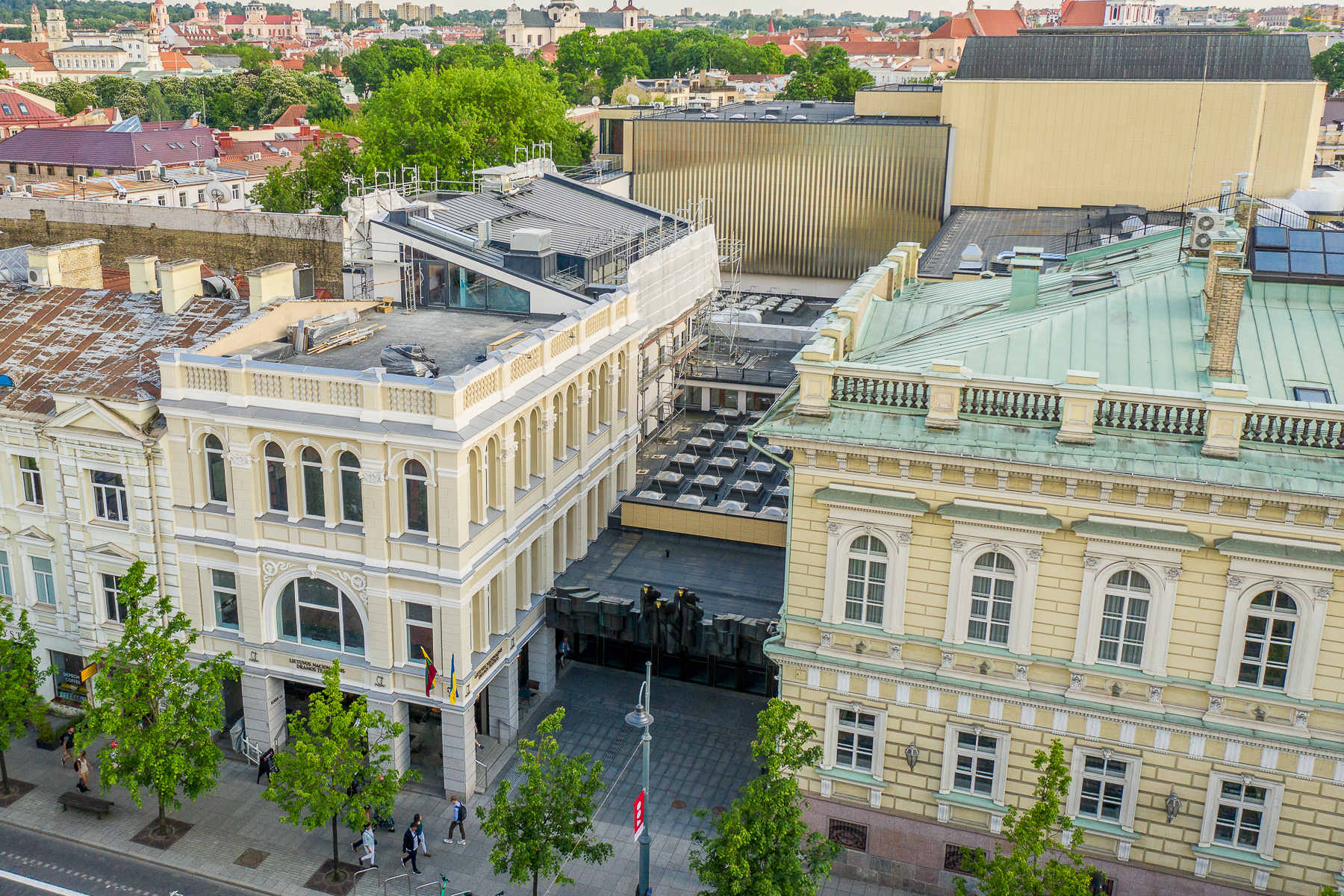

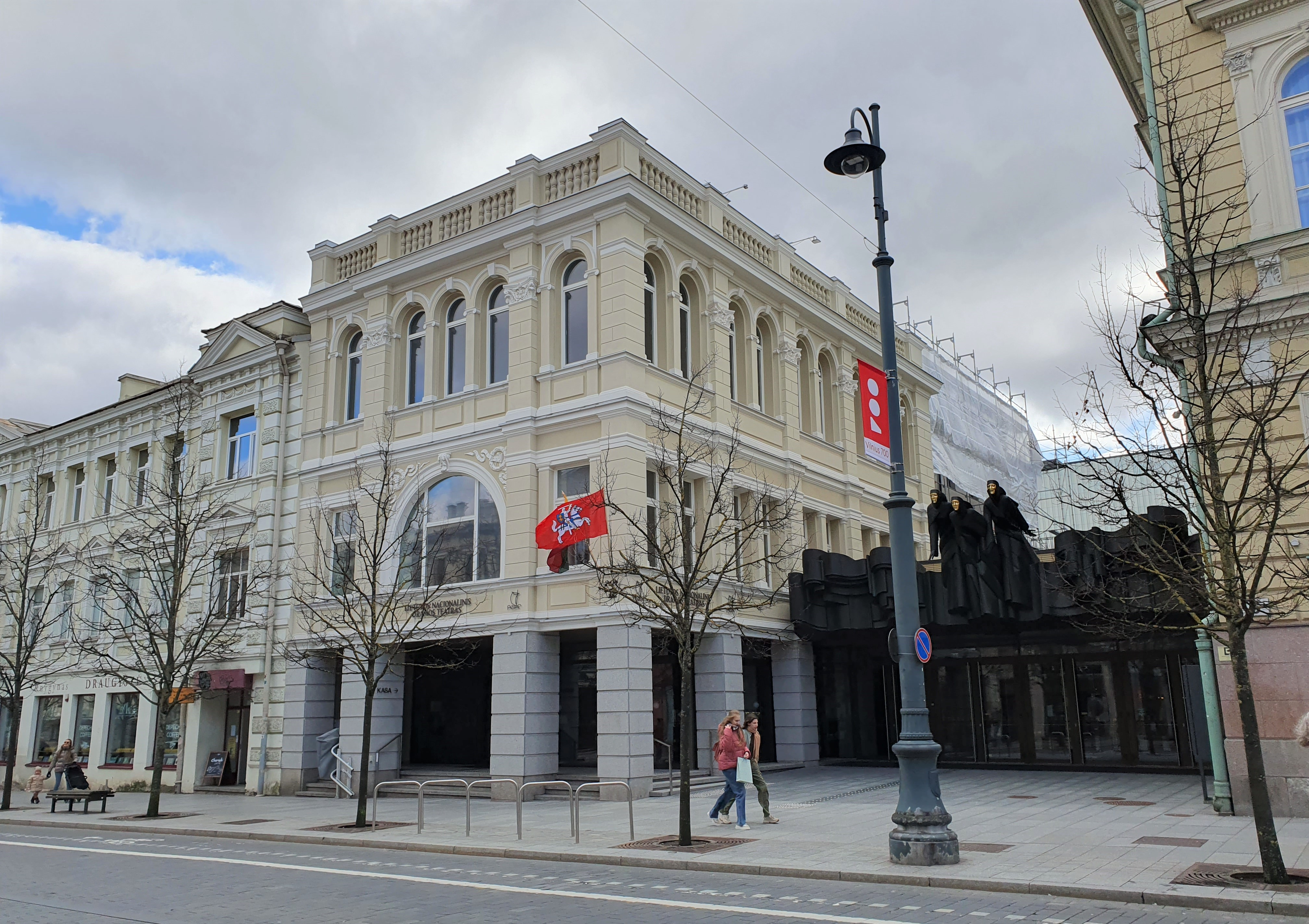
Национальный драматический театр Литвы

Литовский национа́льный драматический театр (лит. Lietuvos nacionalinis dramos teatras) — театр драмы в столице Литвы, Вильнюсе, основан в 1940 году. Располагается по адресу проспект Гедиминаса 4 (Gedimino pr. 4). Символом театра является скульптурная композиция «Праздник муз» (лит. Mūzų šventė) работы скульптора Станисловаса Кузмы и архитекторов Альгимантаса Насвитиса и Витаутаса Насвитиса, установленная в 1981 году над главным входом в театр.

## История
Основан в 1940 году, открылся 6 октября 1940 года спектаклем «Надежда» (или «Гибель „Надежды“») по пьесе Г. Гейерманса в постановке режиссёра Р. Юкнявичюса. Первоначально театр располагался в здании по адресу Басанавичяус 13. На своём нынешнем месте, на проспекте Гедиминаса, театр располагается с 1951 года, современное его здание построено в 1981 году на месте старого театра по проекту архитекторов Альгимантаса и Витаутаса Насвитисов и инженера Янины Марозене. В 1983 году им была присуждена Государственная премия СССР.
Во время Второй мировой войны театр действовал как Вильнюсский городской театр. 

В 1944—1947 гг. — Вильнюсский государственный театр драмы (Vilniaus valstybinis dramos teatras). 

В 1947—1955 гг. — Литовский государственный театр драмы (Lietuvos valstybinis dramos teatras). 

1955—1988 гг. — Литовский государственный академический театр драмы (Lietuvos valstybinis akademinis dramos teatras). 

С 2005 года Литовским национальным драматическим театром руководит (генеральный директор) Адольфас Вечерскис (Adolfas Večerskis).
Литовский драматический театр ставит рождественские спектакли для детей, а также успешно участвует в международных фестивалях и конкурсах. В его репертуар входят как произведения классиков (Софокл, Шекспир, Достоевский, Чехов, Лорка, Беккет), так и работы современных драматургов, включая литовских авторов.
В 2001 году Литовский национальный драматический театр вошёл в состав Европейской Театральной Конвенции. В работе театра появилось несколько новых направлений. Больше стало постановок по произведениям литовских авторов. Во многих новых спектаклях театра ощущается поиск, эксперимент с новыми формами, режиссёры больше обращаются к современной драматургии («Стоп машина» Хармса, «Гость» Шмитта, «Поругание публики» Хандке).
В правилах специально оговорено: в помещениях театра курение запрещено.